# Крутец (Волотовский район)
Крутец — деревня в Волотовском районе Новгородской области России.

## География
Деревня находится в западной части Новгородской области, в пределах Приильменской низменности, в зоне хвойно-широколиственных лесов, на левом берегу реки Колошки, к западу от автодороги 49К-17, на расстоянии примерно 12 километров (по прямой) к северо-западу от посёлка Волот, административного центра района. Абсолютная высота — 68 метров над уровнем моря.

### Климат
Климат характеризуется как умеренно континентальный, с тёплым влажным летом и холодной, относительно сухой зимой. Среднегодовая температура воздуха — 4,4 °C. Средняя многолетняя температура самого холодного месяца (января) составляет −8°С (абсолютный минимум — −41 °C), средняя температура самого тёплого (июля) — 17,4 °С (абсолютный максимум — 35 °С). Продолжительность вегетационного периода около 170 дней. Среднегодовое количество осадков — 684 мм, из которых 447 мм выпадает в период с апреля по октябрь.

### Часовой пояс
Деревня Крутец, как и вся Новгородская область, находится в часовой зоне МСК (московское время). Смещение применяемого времени относительно UTC составляет +3:00.

## Население
| 2010 | 2011 | 2012 | 2013 | 2014 | 2015 | 2016 |
| ---- | ---- | ---- | ---- | ---- | ---- | ---- |
| 9    | →9   | →9   | ↘6   | →6   | →6   | ↘5   |

### Национальный состав
Согласно результатам переписи 2002 года, в национальной структуре населения русские составляли 100 % из 14 чел.